# Sochi Autodrom
Het Sochi Autodrom (Russisch: Сочи Автодром; Sotsji Avtodrom), voorheen het Sochi International Street Circuit en het Sochi Olympic Park Circuit, is een circuit in de Russische badplaats Sotsji. 
Het circuit is een semi-stratencircuit en is vanaf 2014 gastheer voor de Grand Prix van Rusland in de Formule 1. Het circuit is ontworpen door Hermann Tilke en is gebaseerd rond het Olympisch Park Sotsji, waar op de Olympische Winterspelen 2014 onder andere het schaatsen en het curling werden gehouden. Ongeveer 1,7 kilometer van het circuit gaat over normale wegen.
De eerste race die op het circuit werd verreden was tijdens het Russian Touring Car Championship op 14 september 2014, een week voor de officiële opening. De eerste Formule 1-race werd verreden op 12 oktober 2014.

## Winnaars
| Jaar | Coureur         | Team     | Verslag |
| ---- | --------------- | -------- | ------- |
| 2014 | Lewis Hamilton  | Mercedes | Verslag |
| 2015 | Lewis Hamilton  | Mercedes | Verslag |
| 2016 | Nico Rosberg    | Mercedes | Verslag |
| 2017 | Valtteri Bottas | Mercedes | Verslag |
| 2018 | Lewis Hamilton  | Mercedes | Verslag |
| 2019 | Lewis Hamilton  | Mercedes | Verslag |
| 2020 | Valtteri Bottas | Mercedes | Verslag |
| 2021 | Lewis Hamilton  | Mercedes | Verslag |